# Renault Type DJ
Der Renault Type DJ war ein frühes Personenkraftwagenmodell von Renault. Er wurde auch 16 CV genannt.

## Beschreibung
Die nationale Zulassungsbehörde erteilte am 16. Januar 1913 ihre Zulassung. Vorgänger war der Renault Type CC. 1914 endete die Produktion ohne Nachfolger.
Ein wassergekühlter Vierzylindermotor mit 90 mm Bohrung und 140 mm Hub leistete aus 3562 cm³ Hubraum 17 PS. Die Motorleistung wurde über eine Kardanwelle an die Hinterachse geleitet. Die Höchstgeschwindigkeit war je nach Übersetzung mit 52 km/h bis 78 km/h angegeben.
Bei einem Radstand von 339,6 cm und einer Spurweite von 145 cm war das Fahrzeug 468,5 cm lang und 176 cm breit. Der Wendekreis war mit 14 Metern angegeben. Das Fahrgestell wog 1000 kg. Zur Wahl standen Torpedo und Limousine. Das Fahrgestell kostete zwischen 12.000 und 12.400 Franc.
Ein Fahrzeug steht im Toyota Automobile Museum. Ein weiteres Fahrzeug mit Phaeton-Karosserie ist in der Schweiz in privater Hand.